# Machteld Versnel-Schmitz
Machteld Maria Versnel-Schmitz (Bilthoven, 8 september 1940 – Utrecht, 29 juli 2019) was een Nederlands ambtenaar en politica namens D66. 

## Carrière
Versnel-Schmitz ging na het voltooien van haar gymnasium-b aan het Onze Lieve Vrouwe ter Eem in Amersfoort, studeren aan het Institut Catholique te Parijs (1958/1959), de Universiteit van Cambridge (1958/1959) en haalde haar kandidaats geschiedenis uiteindelijk aan de Universiteit van Utrecht (1959 tot 1966).
Al tijdens haar studie, in 1961, ging ze werken bij het Utrechts Universiteitsmuseum, waar ze tot 1972 bleef werken. In 1970 werd ze gekozen in de gemeenteraad van Utrecht, waar ze ook fractievoorzitter was voor D66. In 1978/1979 was ze kortstondig lid van de Provinciale Staten van Utrecht. Van 1982 tot 1986 was ze nogmaals een periode raadslid/fractievoorzitter in de gemeente Utrecht. In 1986 verliet ze de politiek, en ging ze aan de slag als beleidsmedewerker bij het ministerie van Binnenlandse Zaken.
In 1989 trad Versnel-Schmitz toe tot de Tweede Kamer der Staten-Generaal. Daar was ze woordvoerster volkshuisvesting en ruimtelijke ordening, verkeer en cultuur (monumentenbeleid) van de D66-Tweede Kamerfractie maar hield zich ook bezig met onderwijs en welzijn. In 1990 was ze lid van de Tweede Kamercommissie voor Justitie en van 1994 tot 1998 leidde ze de Tweede Kamercommissie voor Volkshuisvesting, Ruimtelijke Ordening en Milieubeheer. In 1996 was ze ondervoorzitter (januari - april) en voorzitter (april - juni) van de tijdelijke commissie voor Stichting Woningbeheer Limburg. In 1998 zei ze de politiek vaarwel, en in 1999 keerde ze terug naar het ministerie van Binnenlandse Zaken als ambtenaar bij het directoraat-generaal Openbaar Bestuur tot haar pensioen in 2005. 
Naast haar politieke functies, vervulde ze ook diverse bestuurlijke en adviesfuncties bij diverse organisaties. Zo was ze enkele jaren bestuurslid bij de Stadsschouwburg Utrecht, Stichting Wonen 2000 en het Nederlands Philharmonisch Orkest, en was ze voorzitter van de Rietveldprijs voor Architectuur en de Vereniging Nederlands Cultuurlandschap. In 1998 werd Machteld Versnel-Schmitz benoemd tot ridder in de Orde van Oranje-Nassau. In 2015 kreeg ze van D66 de Jan Glastra van Loon-penning.

## Ziekte en overlijden
Gedurende de laatste jaren van haar leven ging haar gezondheid sterk achteruit. In 2014 werd bij haar de ziekte van Alzheimer vastgesteld. Een jaar later kreeg ze een hartinfarct. Ze overleed op 78-jarige leeftijd in het Bartholomeïgasthuis, waar ze tegen haar zin naartoe was gegaan.
- Parlement.com: vg09llqj35zw
- Virtual International Authority File: 292274530
- WorldCat: E39PBJqw4fJ36y86MhWVpCVBfq